# Пиньятелли, Никколо (герцог ди Бизачча)
Никколо Пиньятелли (итал. Niccolò Pignatelli; 1658 — сентябрь 1719, Париж), 6-й герцог ди Бизачча — испанский генерал.

## Биография
Сын Карло Пиньятелли, 5-го герцога ди Бизачча, и Кьяры дель Джудиче.
Долгое время служил в Испанских Нидерландах.
В 1698 году вместе с Франческо Джузеппе Гаспарини и Джованни Паоло Бомбардой, итальянскими коммерсантами, действовавшими во Фландрии, создал компанию для торговли зерном, цены на которое в Нидерландах выросли из-за неурожая и прекращения польского импорта. Предприятие закончилось неудачей, поскольку Пиньятелли, профессиональный военный, направленный для закупки в Апулию, плохо разбирался в торговле, и, желая поскорее закончить дела, приобрел по высокой цене товар посредственного качества.
Для перевозки 9000 тонн зерна было зафрахтовано девять кораблей, но компаньоны заплатили за транспортировку больше, чем рассчитывали, и путь из Италии оказался дольше, чем ожидалось. Ко времени прибытия каравана летом 1699 польский импорт возобновился и цены поползли вниз. После неудачной попытки реализовать товар в Голландии, зерно, уже начавшее гнить, пришлось продать брюссельским пивоварням.
Служил Филиппу V в войне за Испанское наследство. В 1704 генерал артиллерии короля Испании в Нидерландах, и полковник фузилерского полка. В 1707 вместе с Томмазо д'Аквино, князем Кастильоне, во главе нескольких тысяч пехотинцев и отряда кавалерии пытался противостоять вторжению имперских войск генерала Дауна (5 тыс. пехоты и 3 тыс. кавалерии), посланных Евгением Савойским на завоевание Неаполитанского королевства.
Участвовал в обороне Гаэты и попал в плен вместе с вице-королём Неаполя маркизом Вильеной и своим двоюродным братом и близким другом князем ди Челламаре. Содержался в плену в Пиццигеттоне. Позднее поселился в Париже, где женил своего сына на внучке маршала Дюрфора.

## Семья
Жена (5.07.1695): Мари-Клер-Анжелика д'Эгмонт (14.02.1661—4.05.1714), дочь графа Филиппа-Луи д'Эгмонта, принца Гаврского, и Мари-Фердинанды де Крой, маркизы де Ранти
Дети:
- Мария-Франческа Пиньятелли (4.06.1696—3.05.1766), дама ордена Звёздного креста. Муж (29.03.1711): герцог Леопольд-Филипп д'Аренберг (1690—1754), имперский генерал-фельдмаршал; 5 детей
- Прокоп-Шарль-Никола-Огюстен Пиньятелли-Эгмонт (23.11.1703— 1.05.1743), 7-й герцог ди Бизачча, граф Эгмонт. Жена (11.1717): Генриетта-Жюли де Дюрфор де Дюрас (1696—1779), дочь Анри-Жака де Дюрфора, герцога де Дюраса, и Мадлен Эшалар де Ла Марк; 4 детей